# Sobiesław I gdański
Sobiesław I gdański (spotykana także forma imienia Subisław) (ur. ok. 1130, zm. ok. 1177/1179) – namiestnik Pomorza Gdańskiego, pierwszy historyczny przedstawiciel dynastii nazywanej od jego imienia Sobiesławicami.
W Kronice oliwskiej spisanej w połowie XIV wieku zachowała się wzmianka o Sobiesławie, występuje on jako fundator klasztoru oliwskiego i ojciec Sambora I i Mściwoja I, jest to jedyne średniowieczne świadectwo o nim. Szczupłość informacji o Sobiesławie oraz fakt, że wzmianka w Kronice pochodzi dopiero z XIV wieku, nasuwały wątpliwości czy należy go traktować jako postać historyczną. Obecnie uznaje się go za postać historyczną, ale za głównego fundatora klasztoru oliwskiego uważa się jego syna Sambora I. Prawdopodobne jest, że pochodził z polskiego rodu możnowładczego, który po podboju Pomorza Gdańskiego przez Bolesława Krzywoustego otrzymał nadania ziemskie w tej dzielnicy. Przyjmuje się, że sprawował na Pomorzu funkcję namiestnika gdańskiego.
Przed 1150 Sobiesław ożenił się z nieznaną z imienia, siostrą wojewody mazowieckiego Żyry (Żyrosława) z rodu Powałów.
Nekrologi oliwskie podają jako datę śmierci Sobiesława 23 stycznia 1178, data ta nie jest wiarygodna, gdyż pochodzi z późnego źródła.
Władcy Pomorza gdańskiego z dynastii Sobiesławiców (z uwzględnieniem podziałów dzielnicowych).
| Sobiesław namiestnik pomorski 1155–1177/80 | Sambor I gdański namiestnik pomorski 1177/80-1205 | Mściwoj I gdański namiestnik pomorski 1205-1219/20 | Świętopełk II Wielki namiestnik pomorski 1219/20-1227 ks. gdański 1227-1266 | Świętopełk II Wielki namiestnik pomorski 1219/20-1227 ks. gdański 1227-1266 | Warcisław II ks. gdański 1266–1270 | Mściwoj II ks. pomorski 1270-1294 | Mściwoj II ks. pomorski 1270-1294 |
| Sobiesław namiestnik pomorski 1155–1177/80 | Sambor I gdański namiestnik pomorski 1177/80-1205 | Mściwoj I gdański namiestnik pomorski 1205-1219/20 | Warcisław I świecki ks. świecko- lubiszewski 1227–1227/33                   | Racibor ks. białogardzki 1233–1262                                          | Warcisław II ks. gdański 1266–1270 | Mściwoj II ks. pomorski 1270-1294 | Mściwoj II ks. pomorski 1270-1294 |
| Sobiesław namiestnik pomorski 1155–1177/80 | Sambor I gdański namiestnik pomorski 1177/80-1205 | Mściwoj I gdański namiestnik pomorski 1205-1219/20 | Warcisław I świecki ks. świecko- lubiszewski 1227–1227/33                   | Sambor II ks. lubiszewski (tczewski) 1233–1269                              |                                    | Mściwoj II ks. pomorski 1270-1294 | Mściwoj II ks. pomorski 1270-1294 |
| Sobiesław namiestnik pomorski 1155–1177/80 | Sambor I gdański namiestnik pomorski 1177/80-1205 | Mściwoj I gdański namiestnik pomorski 1205-1219/20 | Warcisław I świecki ks. świecko- lubiszewski 1227–1227/33                   | Mściwoj II ks. świecki 1255–1270                                            |                                    | Mściwoj II ks. pomorski 1270-1294 | Mściwoj II ks. pomorski 1270-1294 |